# Martin Ohneberg

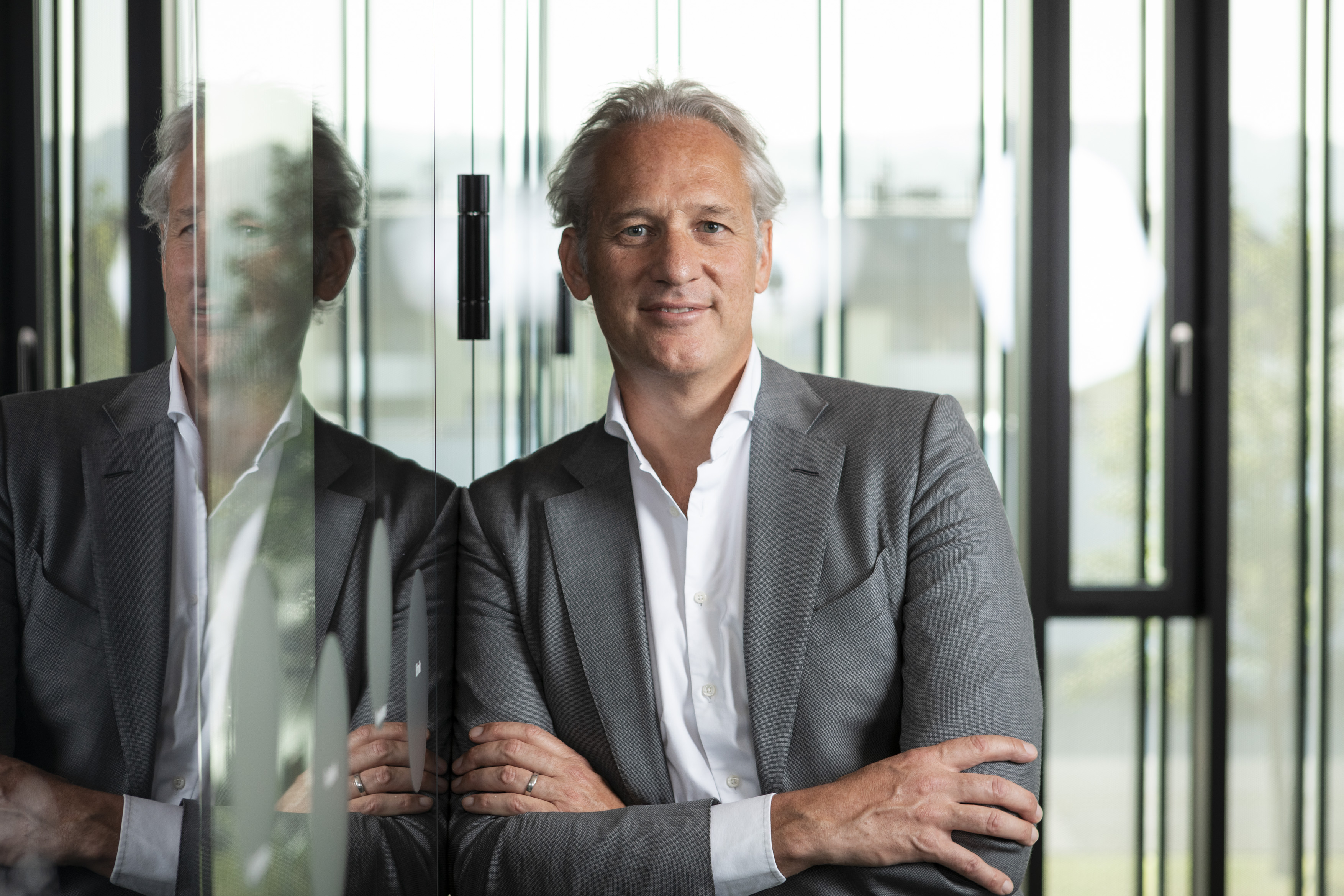
Martin Ohneberg (2019)

Martin Ohneberg (* 9. Februar 1971 in Bregenz) ist ein österreichischer Unternehmer und Industriellenvereinigungsfunktionär. Er war von 2017 bis 2023 Präsident der Industriellenvereinigung Vorarlberg und ab 2011 Mitglied des Bundesvorstands der österreichischen Industriellenvereinigung.

## Werdegang
Martin Ohneberg wurde 1971 in der Vorarlberger Landeshauptstadt Bregenz geboren und besuchte von 1986 bis 1991 die Handelsakademie Bregenz, wo er 1991 auch maturierte. Anschließend absolvierte er das Studium der Betriebswirtschaftslehre an der Wirtschaftsuniversität Wien und erlangte dort den akademischen Grad Magister der Sozial- und Wirtschaftswissenschaften (Mag. rer. soc. oec.).
Noch während seines Studiums wurde Ohneberg 1996 Consultant bei der international tätigen Wirtschaftsprüfungs- und Steuerberatungskanzlei Ernst & Young. Im Jahr 2000 wurde er Chief Financial Officer der OneTwo Internet Handels GmbH & Co KG, 2001 außerdem auch CFO des österreichischen Auktionshauses Dorotheum GmbH & Co KG. 2005 wechselte Martin Ohneberg ebenfalls als CFO zum österreichischen Immobilienentwickler Soravia Group AG und der zugehörigen Soravia Equity GmbH. In dieser Funktion verantwortete er den Kauf und den Börsengang von DEVIN (Mineralwasser in Bulgarien) und den Kauf der IFA-Finanzgruppe.
Im Jahr 2011 machte sich Martin Ohneberg schließlich unternehmerisch selbständig und übernahm als Geschäftsführender Gesellschafter (CEO) und Mehrheitseigentümer den Vorarlberger Kupplungsproduzenten HENN Industrial Group GmbH & Co KG. HENN produziert Schnellkupplungen für den Bereich Ladeluft und Kühlwasser.
Neben seiner eigenen unternehmerischen Tätigkeit ist Martin Ohneberg auch in anderen Unternehmen als Aufsichts- bzw. Verwaltungsratsmitglied tätig. So war er etwa ab dem Jahr 2012 bis zum Verkauf 2025 Präsident des Verwaltungsrats der schweizerischen Aluflexpack AG sowie von 2021 bis 2023 Vize-Präsident des Verwaltungsrats der schweizerischen Montana Aerospace AG.
Seit 2016 ist er Mitglied des Aufsichtsrats der Getzner Werkstoffe GmbH, ebenfalls seit 2016 Vorstandsmitglied der Rhomberg Privatstiftung, ab 2019 Vize-Präsident und seit 2021 als solcher mit der Leitung des Aufsichtsrats der Verbund AG betraut.
Weiters ist er seit 2021 Mitglied im Aufsichtsrat der Varta AG.

## Tätigkeit in Interessenvertretungen
Seit dem Jahr 1988 war Martin Ohneberg Mitglied der Jungen Industrie Vorarlberg, ab 1991 Mitglied der Jungen Industrie Wien. 2002 wurde er zunächst Vorsitzender der Jungen Industrie Wien, anschließend im Jahr 2003 Bundesvorsitzender der Jungen Industrie, der „Jugendorganisation“ der österreichischen Industriellenvereinigung.
2007 übernahm er in diesem Zusammenhang auch eine Funktion auf europäischer Ebene, als er zum Präsidenten des Europäischen Jungunternehmerverbandes Yes for Europe (YES) gewählt wurde. Beide Funktionen in den Jungunternehmer-Verbänden übte Ohneberg bis zum Jahr 2009 aus.
Im Jahr 2010 wurde Martin Ohneberg für die Arbeitgeberseite für ein Jahr in den Vorstand des Hauptverbands der österreichischen Sozialversicherungsträger entsandt. 2011 wurde Martin Ohneberg Mitglied des Bundesvorstands der österreichischen Industriellenvereinigung sowie Mitglied der Landesvorstande in Vorarlberg und Wien.
Am 27. April 2017 wurde Martin Ohneberg schließlich zum Präsidenten der Vorarlberger Industriellenvereinigung gewählt.
In der Wiederwahl 2019 wurde Ohneberg als Präsident der Industriellenvereinigung Vorarlberg mit einem neuen Vorstandsteam bestätigt. Im Jahr 2023 löste ihn Elmar Hartmann als Präsident der Vorarlberger Industriellenvereinigung ab.

## Privatleben
Martin Ohneberg ist verheiratet und Vater von drei Kindern. Neben seinen beruflichen Funktionen engagiert er sich unter anderem ehrenamtlich als Präsident des Österreichischen Tennisverbands und ist Mitglied des Rotary Clubs Wien-Graben.